# 92-га піхотна дивізія (Третій Рейх)
92-га піхотна дивізія (Третій Рейх) (нім. 92. Infanterie-Division) — піхотна дивізія Вермахту за часів Другої світової війни. Дивізія сформована наприкінці війни і билася на Італійському фронті, де була швидко розгромлена, і вже у червні 1944 розформована.

## Історія
92-га піхотна дивізія сформована 15 січня 1944 в Нікольсбурзі у військовому окрузі Богемії і Моравії під час 25-ї хвилі мобілізації Вермахту.
В лютому частини дивізії передислоковані на Італійський фронт, де увійшли до складу 14-ї армії генерал-полковника Е. фон Маккензена. Брала участь у боях на Зимовій лінії, в Альбанських горах, але, не повним складом, а штурмовою групою. Зазнала поразки у боях з союзниками, була розпущена, особовий склад пішов на доукомплектування 362-ї піхотної дивізії. Офіційно розформована 20 червня 1944.

## Райони бойових дій
- Протекторат Богемії та Моравії (січень — лютий 1944);
- Італія (лютий — червень 1944).

## Командування

### Командири
- оберст Фрейхерр де ла Залле фон Луїзенталь (нім. Freiherr de la Salle von Louisenthal) (15 січня — 10 лютого 1944);
- генерал-лейтенант Вернер Герітц (нім. Werner Göritz) (10 лютого — 9 червня 1944).

### Підпорядкованість
| Час     | Корпус               | Армія                       | Група армій (округ) | Штаб     |
| ------- | -------------------- | --------------------------- | ------------------- | -------- |
| 1944    |                      |                             |                     |          |
| квітень | —                    | 14-та армія                 | Група армій «C»     | Вітербо  |
| травень | —                    | Армійська група фон Цангена | Група армій «C»     | Гроссето |
| червень | 1-ша парашутна армія | 14-та армія                 | Група армій «C»     | Рим      |

### Склад
| 1944                               |
| ---------------------------------- |
| 1059-й гренадерський полк          |
| 1060-й гренадерський полк          |
| 192-й артилерійський полк          |
| 192-й інженерний батальйон         |
| 192-й протитанковий батальйон      |
| 192-й фузілерний батальйон         |
| 192-й дивізійний батальйон зв'язку |
| 192-й полк постачання              |
| 192-й запасний батальйон           |